# Dell'amore

Ritratto di Anton Čechov (Osip Braz, 1898)

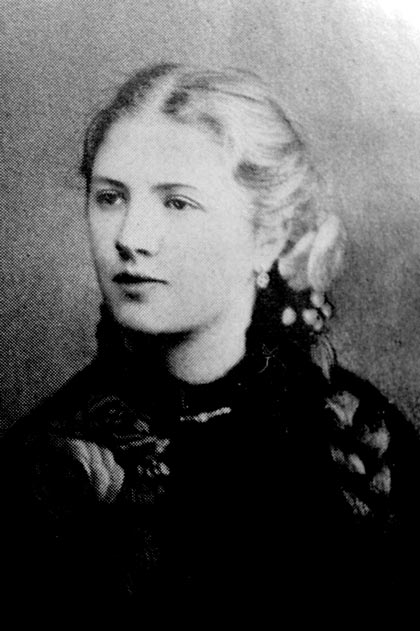
Lidija Alekseevna Avilova (1864-1943)

Dell'amore (in russo О любви?, O ljubvi) è un racconto di Anton Čechov pubblicato per la prima volta nell'agosto 1898. Il racconto fa parte della cosiddetta "piccola trilogia" assieme ai racconti L'uomo nell'astuccio e L'uva spina.

## Trama
Alëchin Konstantinyč, il proprietario terriero incontrato nel racconto L'uva spina, narra ai suoi ospiti Ivan Ivanyč e Burkin, una sua storia d'amore. Ritornato a casa dopo aver completato brillantemente gli studi universitari, Alëhin si rende conto della cattiva situazione economica familiare e della necessità di impegnarsi nella gestione dei suoi possedimenti agricoli. Dimentico dei suoi interessi intellettuali, comincia a lavorare duramente in campagna, come un contadino. Uniche occasioni di svago sono i viaggi in città dove svolge l'attività di giudice di pace onorario. In città stringe amicizia con Dmitrij Luganovič, il vice presidente del tribunale distrettuale il quale lo prende a benvolere e lo invita a casa propria. Alëchin conosce quindi Anna Alekseevna, la giovane e bella moglie di Dmitrij. Alëchin è attratto da Anna e ha l'impressione che i suoi sentimenti siano ricambiati dalla donna. Alëchin frequenta assiduamente Dmitrij e Anna, è benvoluto dai loro figlioletti, ma reprime i suoi sentimenti. Si rende infatti conto che una eventuale unione con Anna comporterebbe l'infelicità di Dmitrij, della stessa Anna e dei loro figli. Giunge infine un evento che interrompe la loro frequentazione. Dmitri è nominato presidente di tribunale in un governatorato negli Urali; Anna lo seguirà nella nuova sede dopo un periodo di riposo in Crimea per motivi si salute. Alëhin accompagna Anna alla stazione. Parte però con lei; sul treno i due si baciano appassionatamente; poi Alëchin scende alla prima stazione e se ne torno a casa da solo a piedi, senza la donna della sua vita.

## Critica
Dell'amore fu composto da Čechov a Melichovo, la residenza di campagna amata dallo scrittore, nell'estate del 1898, subito dopo la composizione de L'uva spina. Fu pubblicato lo stesso anno sul numero 8 (agosto) della rivista Il pensiero russo (in russo Русская мысль?, Russkaâ Mysl’), pp. 154-162, immediatamente dopo il racconto L'uva spina pubblicato nelle pp. 145-154. Si è discusso se la vicenda narrata in Dell'amore fosse ispirata a fatti reali. Nel 1947 fu pubblicata un'autobiografia postuma della scrittrice Lidija Alekseevna Avilova  in cui l'autrice sosteneva di essere stata per dieci anni amata da Čechov, ma di non aver divorziato perché sposata e con figli. Il legame di Čechov con l'Avilova fu confermato da Bunin (1870-1953), amico di entrambi, in un libro di ricordi su Čechov dettato alla propria moglie poco prima della sua morte.

## Edizioni
- Anton Čechov, «Dell'amore (in russo О любви?, O ljubvi)», Il pensiero russo (in russo Русская Мысль?, Russkaja Mysl') numero 8 (agosto) del 1898, pp. 154-162
- A. Čechov,   «Dell'amore (in russo О любви?, O ljubvi)», In: in russo Сочинения в 18 томах // Полное собрание сочинений и писем в 30 томах?, Sočinenija v 18 tomach // Polnoe sobranie sočinenij i pisem v 30 tomach (Opere in 18 volumi // I testi completi e le lettere in 30 volumi), Mosca, Nauka, 1977, Vol. 12. Racconti, 1898-1903. - pp. 155-164
- Antonio Cecov, Un amore; il vescovo: novelle; prima traduzione italiana dall'originale russo di Xenia Panfilova, Roma, Ed. de La Bilancia, 1923
- Anton Pavlovič Čechov, Racconti e novelle, 3 voll.; traduzioni dal russo di Giovanni Faccioli, Giuseppe Zamboni, Zino Zini, Anjuta Mayer Lo Gatto; a cura di Giuseppe Zamboni; introduzione di Emilio Cecchi; appendice critica a cura di Maria Bianca Gallinaro, Firenze, G. C. Sansoni, 1954-55
- Anton Pavlovič Čehov, Tutti i racconti, Vol. III: Racconti e novelle, 1888-1903; a cura di Eridano Bazzarelli, Milano, Mursia, 1984
- Antòn Cechov, I contadini (Tutte le novelle, XI); traduzione di Alfredo Polledro, Biblioteca Universale Rizzoli 1068-1070, Milano, Rizzoli, 1956.
- Anton Pavlovič Čechov, I racconti della maturità; a cura di Fausto Malcovati; traduzione di Emanuela Guercetti e Giampiero Piretto, Coll. Universale economica 2189, Milano, Feltrinelli, 2007, ISBN 978-88-07-82189-9
- Anton Pavlovič Čechov, Il monaco nero e altri racconti, Coll. Racconti d'autore 27, Milano, I libri de Il Sole 24 ORE, 2011
- Čechov, Racconti, Vol. II, 1465-1475: «Sull'amore»; traduzione di Bruno Osimo, Milano, Mondadori, 1996, ISBN 9788804420224